# Brejo do Cruz
Pour les articles homonymes, voir Brejo.
Brejo do Cruz est une ville brésilienne du nord-ouest de l'État de la Paraíba.
Sa population était estimée à 12 424 habitants en 2007. La municipalité s'étend sur 399 km2.